# انتخابات الرئاسة الكولومبية 2010
انتخابات الرئاسة الكولومبية 2010 هي الانتخابات الرئاسية التي جرت في 30 مايو 2010
20 يونيو 2010، في كولومبيا، لانتخاب رئيس كولومبيا
نائب رئيس كولومبيا، فاز بالانتخابات خوان مانويل سانتوس، حصل على 6802043 صوت.

## المرشحين
| المرشح                    | الحزب | عدد الأصوات |
| ------------------------- | ----- | ----------- |
| خوان مانويل سانتوس        |       | 6,802,043   |
| Antanas Mockus ‏           |       | 3,134,222   |
| خيرمان فارغاس ليراس       |       | 1,473,627   |
| غوستافو بيترو             |       | 1,331,267   |
| Noemí Sanín ‏              |       | 893,819     |
| رافاييل باردو رويدا       |       | 638,302     |
| Jaime Araújo Rentería ‏    |       | 14,847      |
| Róbinson Alexander Devia ‏ |       | 31,338      |
| Jairo Calderón ‏           |       | 29,151      |